# HMVS Childers
HMVS Childers – australijski torpedowiec wodowany w 1884 należący kolejno do Victorian Naval Forces, Commonwealth Naval Forces i Royal Australian Navy.

## Historia
Stępkę pod okręt położono w 1883 w stoczni John I. Thornycroft & Company na zamówienie ówczesnej kolonii australijskiej Wiktorii.  Okręt mierzył 118,5 stóp długości, 12,16 stóp szerokości, zanurzeni wynosiło 5,6 stóp (36,1 x 3,71 x 1,72 m).  Silnik parowy o mocy 750 koni mechanicznych zapewniał mu maksymalną prędkość 19 węzłów, przy prędkości ekonomicznej 11 węzłów zasięg wynosił do 1000 mil.  Uzbrojenie okrętu składowało się z dwóch armatek 1-funtowych (37 mm), pojedynczej wyrzutni torpedowej i czterech zrzutni torped.
Po wodowaniu w 1884 okręt wyruszył w podróż do Wiktorii w lutym wraz z kanonierkami HMVS „Albert” i HMVS „Victoria”.
Okręty przebywały na Malcie, kiedy po zdobyciu Chartumu przez mahdystów zginął generał Charles Gordon.  Rząd Wiktorii zaoferował rządowi Wielkiej Brytanii wysłanie swoich okrętów do Sudanu, co też nastąpiło, ale zanim przybyły one na miejsce konflikt przesunął się w głąb lądu i nie były już one przydatne, kontynuowały więc podróż do Australii.
Po powstaniu Australii okręt został przekazany Commonwealth Naval Forces w 1901, a po powstaniu Royal Australia Navy wszedł w jej skład w 1911.
W momencie wybuchu I wojny światowej okręt nie przedstawiał znacznej wartości bojowej, ale przez krótki czas używany był jako patrolowiec w rejonie Port Phillip. 27 kwietnia 1916 „Childers” został wycofany do rezerwy, a w sierpniu 1918 został sprzedany za 20 funtów na złom.